# Muhlis Gülen
Muhlis Gülen (* 1. Januar 1947) ist ein ehemaliger türkischer Fußballspieler.

## Karriere
Muhlis Gülen begann seine Karriere in der Saison 1965/66 bei Samsunspor. Nach einer Spielzeit verließ Gülen Samsunspor und wurde Spieler von Giresunspor. Mit Giresunspor spielte der Stürmer zwei Jahre lang in der 2. Liga.
Zur Saison 1968/69 ging es für den Stürmer zu Galatasaray Istanbul. In seiner ersten Spielzeit in Istanbul kam er zu elf Einsätzen, außerdem gewann er zum Saisonende die türkische Meisterschaft und den türkischen Supercup. Seine Karriere beendete Muhlis Gülen nach der Saison 1971/72 bei Mersin İdman Yurdu.

## Erfolge
Galatasaray Istanbul
- Türkischer Meister: 1969
- Cumhurbaşkanlığı Kupası: 1969